# ビッグママ (食品スーパー)
ビッグママ（英称：Big Mama）とは、かつて愛知県西尾市の株式会社サンルートが運営していた食品スーパー。

## 概要
1994年（平成6年）11月25日に愛知県西尾市西幡豆町に設立された株式会社サンルートが1995年（平成7年）に「生鮮市場ビッグママ」として店をオープン。生鮮食品・加工食品・酒類・米穀類・雑貨等の加工・販売を行っていた。
「新鮮で良い商品をできる限り安く!」をモットーに、大手スーパーの様な品揃えはできず、商品が取れないくらい高く陳列してあったりするものの、激安価格でのセールで客をつかんでいた。
しかし、同業他社との競合で売上高が減少し、赤字経営が続いていたことから、2018年（平成30年）7月19日に名古屋地方裁判所岡崎支部へ破産を申請したと同時に事業停止。同日付で破産手続開始決定を受けた。
サンルートは、2019年（令和元年）10月21日に法人格が消滅した。

## 所在地
〒444-0703：愛知県西尾市西幡豆町中央台18

## アクセス
- 名鉄蒲郡線 西幡豆駅より徒歩で約10分。

## その他
2021年（令和3年）12月9日、跡地にカネスエ 西幡豆店がオープンした。